# 由仁町
由仁町（ゆにちょう）は、北海道空知総合振興局管内、夕張郡にある町。札幌市の東、約42kmに位置する。ヤリキレナイ川が有名である。
地名の由来は、アイヌ語の「ユウンニ（温泉のある所）」から。

## 地理
北海道空知管内の最南端に位置するひょうたん型の由仁町は、東西に8km、南北に32 km総面積133.74 km2、南北に夕張川が流れ、南東部の森林地帯は夕張山地に属し、西部・南部には、馬追丘陵が広がっている。町の西部は長沼町から続く馬追丘陵。東部は平坦な低地で、栗山町との境には夕張川が流れる。南東部は夕張山地に続く森林地帯。町を北緯43度線が通る。
- 河川: 夕張川、由仁川、ヤリキレナイ川
- 湖沼:

### 隣接している自治体
- 空知総合振興局 : 夕張市、栗山町、長沼町
- 石狩振興局 : 千歳市
- 胆振総合振興局 : 安平町、厚真町

## 歴史
年表
- 縄文時代より栄えた。
- 江戸時代は松前藩領である。
- 1808年(文化4年) 幕府の天領となる。
- 1821年(文政4年) 松前藩領となる。
- 1855年(安政2年) 天領となり庄内藩警固地となる。
- 1886年(明治19年) 由仁開拓。下国皎三、沼田兵七 古川に入地。
- 1887年 奈良鍛吉 古川に入地。
- 1889年 山崎又四郎、益本藤蔵 岩内に入地。
- 1890年 古川浩平、由仁に移住。
- 1891年 熊本団体119人入植。
- 1892年 由仁村が設村され、由仁村戸長役場が設けられる。川端地区に広島県人斉藤八六一家が入植。
- 1893年 角田村（現在の栗山町）・登川村（現在の夕張市）・長沼村（現在の長沼町）を併合して、由仁村外三ヶ村戸長役場を由仁村に設置する。
- 1895年 長沼村戸長役場（現在の長沼町）を分離する。三川に愛知県三河国新川町から加藤平五郎が19戸の小作人をつれて移住。
- 1896年 由仁に登記所（法務局）ができ、夕張全域を管轄。
- 1897年 郡役所が廃止され、本村は空知支庁の管轄となる。登川村戸長役場（現在の夕張市）を分離する。山形団体入植。
- 1900年 角田村戸長役場（現在の栗山町）を分離する。
- 1902年 二級町村制の施行により由仁村が成立する。
- 1936年 村内で陸軍特別大演習が行われる。由仁野外統監部が設けられ、昭和天皇が行幸[1]。
- 1950年(昭和25年)11月1日 由仁村が町制を施行して由仁町となる[2]。
- 1992年(平成4年) 開町百年記念モニュメントを設置する。
- 2001年(平成13年) ゆにガーデン開園。
- 2004年(平成16年) キャンプ場オープン。

## 町民憲章
```
わたしたちは、先人のたくましい心を受けつぐ熱意・創意・善意の郷、由仁の町民です。
豊かさと安らぎのあるまちづくりに励みます。
```

- 未来をつくる子どものため、伸びゆくまちにしましょう。
- 健康で元気よく働き、明るいまちにしましょう。
- 互いに助けあい、心のふれあう、暖かいまちにしましょう。
- 香り高い郷土の文化を育て、豊かなまちにしましょう。
- 自然を愛し、緑豊かな、美しいまちにしましょう。

## 合併問題
2003年（平成15年）7月に南幌町・栗山町と3町で合併協議会を設置して合併を協議し、新市名を公募に基づいて「東さっぽろ市」に決定、2004年（平成16年）11月には合併協定書に調印した。しかし、長沼町が合併協議に加わらなかったため、飛地となる南幌町では同年10月に行われた住民投票の結果、合併反対が多かった。この結果を受け同町議会は合併関連議案を否決し、同町は合併を断念、協議会は2005年（平成17年）3月に解散し、「東さっぽろ市」は幻のものとなった。

## 行政

### 理事者
- 町長 松村諭（まつむら さとし）
- 副町長 田中利行（たなか としゆき）
- 教育長 石井洋（いしい ひろし）

## 財政

### 平成26年度決算による財政状況
- 住基人口 5,624人
- 標準財政規模 32億3,329万4千円
- 財政力指数 0.20 （類似団体平均0.23）
- 経常収支比率 78.6% (類似団体平均83.6%）
- 実質収支比率 2.3%(類似団体平均5.6%）
- 実質単年度収支 8,300万円～標準財政規模の2.6%の黒字額
- 地方債現在高 70億4,772万4千円（人口1人当たり125万3,151円）
- 普通会計歳入合計 50億6,603万円
  - 地方税 5億8023万6千円（構成比 11.5%）
  - 地方交付税 25億5,998万円（構成比 50.5%）～歳入の50%以上を交付税に依存
  - 地方債 5億6,122万2千円（構成比 11.1%）
- 普通会計歳出合計 49億5,330万7千円
  - 人件費 6億2,539万4千円（構成比 12.6%）
    - うち職員給 3億9,443万1千円（構成比 8.0%）

  - 扶助費 3億2,925万5千円（構成比 6.6%）
  - 公債費 10億825万3千円（構成比 20.4%）

基金の状況
- 1財政調整基金 7億7984万5千円
- 2減債基金 1,783万7千円
- 3その他特定目的基金 1億1,599万円
合計 9億1,367万2千円（人口1人当たり16万2,459円）

定員管理の適正度（平成26年度）
- 人口1,000人当たり職員数 12.80人（類似団体平均14.77人）
- 一般職員72人 （うち技能系労務職0人）、教育公務員1人、消防職員0人、臨時職員2人 一般職員等合計 75人
- ラスパイレス指数 90.6 （道内市町村平均96.6）
- 参考 
  - 一般職員等（75人）一人当たり給料月額 29万5,700円 （職員手当を含まない）
  - 職員給（給料＋手当）÷一般職員等（75人）＝525万9千円～給料月額の17.8か月分

### 健全化判断比率・資金不足比率（平成26年度決算～確報値）
健全化判断比率
- 実質赤字比率 －%（黒字のため比率が算定されず）
- 連結実質赤字比率 －%（黒字のため比率が算定されず）
- 実質公債費比率 13.9%
- 将来負担比率 124.3%

資金不足比率
- （全ての公営企業会計において資金不足額がなく、比率は算定されない）

※　平成20年度～平成21年度まで、 実質公債費比率（ピーク時27.4%）で財政健全化団体となった。

## 経済

### 産業
- 町の基幹産業は農業で、最近はハーブガーデンなどの観光資源にも力をいれている。

### 立地企業
- 日本食品製造合資会社 三川工場
- クレードル興農株式会社 三川工場
- 日本自動ドア株式会社 由仁工場
- 小岩金網株式会社 由仁工場
- 共和コンクリート工業株式会社 由仁工場
- 株式会社三英社製作所

### 農協
- そらち南農業協同組合（JAそらち南）由仁支所・三川出張所

### 金融機関
- 空知信用金庫由仁支店
- JAバンク北海道（北海道信用農業協同組合連合会）JAそらち南 由仁支所・三川出張所

### 郵便局
- 由仁郵便局（集配局、069-12xx地域）：由仁・古山地区
- 三川郵便局（集配局、069-11xx地域）：三川・川端地区
- 川端郵便局

### 宅配便
- ヤマト運輸：千歳主管支店由仁センター
- 佐川急便：岩見沢営業所（岩見沢市）
- 日本通運：岩見沢支店（岩見沢市）

## 公共機関

### 警察
- 栗山警察署
  - 由仁駐在所
  - 三川駐在所
  - 川端駐在所

## 姉妹都市・提携都市
- 愛知県碧南市

## 地域

### 人口
| |                                        |  |
| 由仁町と全国の年齢別人口分布（2005年） | 由仁町の年齢・男女別人口分布（2005年） |  |
| ■紫色 ― 由仁町 ■緑色 ― 日本全国 | ■青色 ― 男性 ■赤色 ― 女性              |  |
| 由仁町（に相当する地域）の人口の推移 \| 1970年（昭和45年） \| 10,620人 \| \| \| 1975年（昭和50年） \| 9,511人 \| \| \| 1980年（昭和55年） \| 9,000人 \| \| \| 1985年（昭和60年） \| 8,426人 \| \| \| 1990年（平成2年） \| 7,809人 \| \| \| 1995年（平成7年） \| 7,250人 \| \| \| 2000年（平成12年） \| 6,910人 \| \| \| 2005年（平成17年） \| 6,477人 \| \| \| 2010年（平成22年） \| 5,896人 \| \| \| 2015年（平成27年） \| 5,314人 \| \| \| 2020年（令和2年） \| 4,822人 \| \| |                                        |  |
| 総務省統計局 国勢調査より |                                        |  |
| 1970年（昭和45年） | 10,620人                               |  |
| 1975年（昭和50年） | 9,511人                                |  |
| 1980年（昭和55年） | 9,000人                                |  |
| 1985年（昭和60年） | 8,426人                                |  |
| 1990年（平成2年） | 7,809人                                |  |
| 1995年（平成7年） | 7,250人                                |  |
| 2000年（平成12年） | 6,910人                                |  |
| 2005年（平成17年） | 6,477人                                |  |
| 2010年（平成22年） | 5,896人                                |  |
| 2015年（平成27年） | 5,314人                                |  |
| 2020年（令和2年） | 4,822人                                |  |

### 教育および児童福祉

#### 中学校
- 由仁町立由仁中学校

#### 小学校
- 由仁町立由仁小学校

#### 児童福祉施設
下記2施設は学校法人由仁学園によって運営
- にじいろこども園（2020年4月1日由仁幼稚園と由仁保育園が統合）
- 三川保育園

## 交通

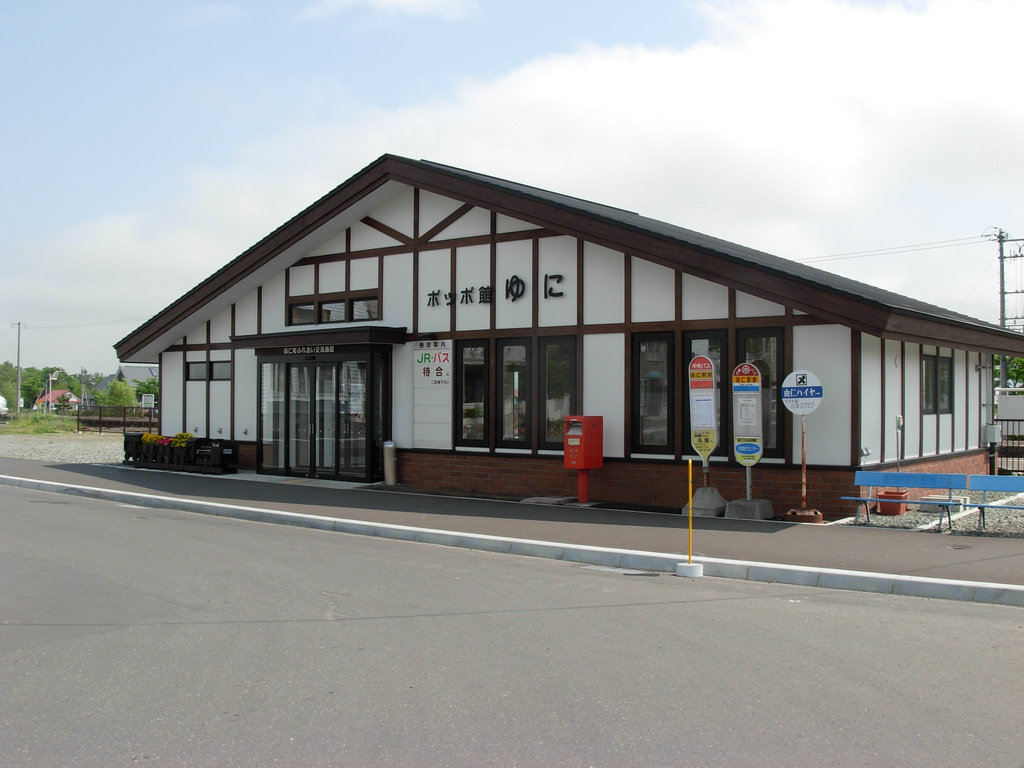
由仁駅

### 鉄道
- 北海道旅客鉄道（JR北海道）
  - 室蘭本線 : 三川駅 - 古山駅 - 由仁駅
  - 石勝線 : 川端駅

### バス
- 北海道中央バス（岩見沢営業所） - 栗山町・岩見沢市方面、長沼町方面
- 由仁町デマンドバス[3]

夕張鉄道（夕鉄バス）の乗り入れ（札幌急行線）は2023年（令和5年）10月1日廃止。

### タクシー
- 由仁ハイヤー

### 道路
- 高速道路
  - 道東自動車道 由仁PA（町内にインターチェンジは存在しない）
- 一般国道
  - 国道234号
  - 国道274号
- 都道府県道
  - 北海道道3号札幌夕張線
  - 北海道道462号川端追分線
  - 北海道道477号滝下由仁停車場線
  - 北海道道602号東三川由仁停車場線
  - 北海道道694号北長沼由仁線
  - 北海道道870号幌内三川停車場線
  - 北海道道1008号夕張長沼線

## 名所・旧跡・観光スポット・祭事・催事

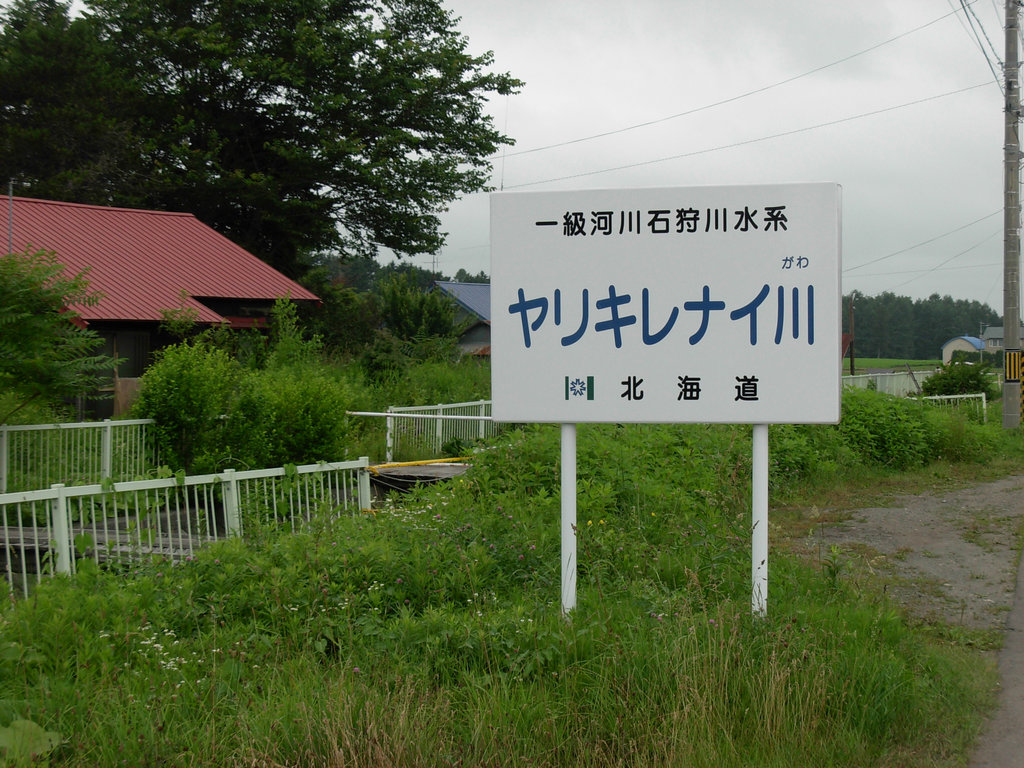
ヤリキレナイ川

### 文化財
- 由仁町岩内遺跡
- マンモスゾウ臼歯化石 - ゆめっく館
- オオツノシカ化石 - ゆめっく館

### 観光
- ゆめっく館 （図書館、博物館、由仁町東三川の砂利採取現場から発見されたマンモス、オオツノシカの化石を展示）
- 由仁温泉（ユンニの湯）
- ゆにガーデン（ハーブ園）
- ヒナタフーズ（納豆工場）

## 著名な出身者
- 亀渕昭信（元ニッポン放送代表取締役社長）
- 亀渕友香（ゴスペル歌手、亀渕昭信の実妹）
- 鹿内信隆（元フジサンケイグループ会長）
- 鹿内春雄（元産経新聞会長・フジサンケイグループ議長）
- 三宅和助（元外交官）
- 大雪嶺登（元大相撲力士）※本籍地
- 杉基イクラ（漫画家）

## ゆかりのある人物
- ケイト・ポムフレット

## 関連文献
- 空知教育会由仁村支部 編『由仁村郷土誌』空知教育会由仁村支部、1934年（昭和9年）。2021年10月18日閲覧。